# Groupthink
Groupthink, o pensiero di gruppo, è il termine con cui, nella letteratura scientifica, si indica una patologia del sistema di pensiero esibito dai membri di un gruppo sociale quando questi cercano di minimizzare i conflitti e raggiungere il consenso senza un adeguato ricorso alla messa a punto, analisi e valutazione critica delle idee. Creatività individuale, originalità, autonomia di pensiero, vengono tutti sacrificati in cambio al perseguimento dei valori di coesione del gruppo; allo stesso modo, sono smarriti quei vantaggi derivanti da un ragionevole bilanciamento di scelte e opinioni diverse o contrapposte, vantaggi che possono di norma essere ottenuti agendo come gruppo nel prendere decisioni.
Il fenomeno del groupthink attecchisce in quei contesti sociali in cui i membri di un determinato gruppo evitano di promuovere punti di vista che vadano al di fuori di quella zona confortevole delimitata dal pensiero consensuale. I motivi che inducono a simili comportamenti sono vari: tra essi vi può essere il desiderio di evitare di proporsi in situazioni che, nel giudizio del gruppo, possano essere tacciate come ingenue o stupide, o il desiderio di evitare l'imbarazzo o l'ira di altri membri del gruppo.
Il risultato di tali comportamenti, nel momento in cui il gruppo si trova ad assumere decisioni, è un affievolimento dell'obiettività, della razionalità, e della logica, con esiti che possono anche assumere la forma del consenso su decisioni che, invece, appaiono disastrose e folli per chi appena le osservi dall'esterno.
Il groupthink rappresenta una "patologia funzionale" del comportamento collettivo, che può comportare l'adesione dei gruppi a decisioni sconsiderate e irrazionali, dagli effetti anche tragici ed esiziali, frutto di processi decisionali in cui i dubbi individuali sono messi da parte nel timore che possano destabilizzare gli equilibri interni al gruppo. 
Il termine è applicato di frequente in un'ottica dispregiativa, per etichettare, con il senno di poi, situazioni già accadute.

## Origini e definizioni
Il termine è una parola d'autore coniata nel 1952 da William H. Whyte in un articolo sulla rivista Fortune:
Essendo "Groupthink" un neologismo — e, ammettiamolo, alquanto tendenzioso — credo sia il caso di darne una definizione operativa. Quello di cui stiamo parlando non è un semplice e istintivo conformismo — si tratterebbe, dopo tutto, di un errore connaturato all'umanità. Quello di cui stiamo parlando è una forma razionalizzata di conformismo: una filosofia dichiarata e articolata che considera i valori del gruppo non solo comodi ma addirittura virtuosi e giusti.
Irving Janis, autore di ampi studi sull'argomento negli anni settanta, lo definiva come:
Un modo di pensare che la gente fa proprio quando si trova profondamente coinvolta in un coesivo ingroup (gruppo chiuso e identitario, n.d.t.), quando l'aspirazione dei membri all'unanimità ha la precedenza sulle loro motivazioni a valutare, in maniera realistica, la possibilità di differenti linee di condotta.

### Definizione
La seguente definizione del fenomeno e dei suoi sintomi è tratta dalle pagine web curate da Scott A. Chadwick della Oregon State University: 
1. sopravvaluta la propria invulnerabilità o il livello del proprio atteggiamento morale;
2. razionalizza collettivamente le decisioni che assume;
3. demonizza o valuta con stereotipi i gruppi esterni e i loro leader;
4. ha una cultura ispirata dall'uniformità, in cui gli individui censurano sé stessi o gli altri, in modo da salvaguardare l'apparenza esteriore di unanimità del gruppo;
5. annovera membri che si assumono la responsabilità di proteggere il leader, nascondendogli alcune informazioni da essi possedute, o detenute da altri membri del gruppo[4]»

## Cause del fenomeno
I gruppi che richiedono ai propri membri un alto grado di coesione sono quelli che possono più facilmente incorrere nella patologia funzionale del groupthink. A un maggior grado di chiusura corrisponde una minor probabilità che vengano sollevate questioni in grado di minare la coesione interna del gruppo. Sebbene Janis individui la coesione del gruppo come il più importante antecedente del groupthink, egli afferma anche che la transizione al groupthink non ne è una conseguenza inesorabile e ineludibile: la coesione del gruppo "è una condizione necessaria, ma non sufficiente" affinché la patologia emerga. Secondo Janis, la coesione di gruppo condurrà sempre all'emergere del groupthink se, in aggiunta, ci si trova in presenza di uno dei due seguenti presupposti:
- difetti strutturali nell'organizzazione[6]: isolamento del gruppo, assenza di una tradizione di leadership imparziale[7], mancanza di norme comportanti l'adozione di procedure di metodo, appiattimento su livelli omogenei dei background sociali e dei contesti ideologici dei singoli membri. La probabilità dei sintomi è aumentata quando tali difetti strutturali siano già preesistenti e si manifestino all'inizio del processo decisionale del gruppo, perfino se i leader del gruppo non vogliono che i membri si comportino da yes-men e se gli individui del gruppo ultimi cercano di resistere alla tendenza al conformismo[6].
- contesto esterno provocatorio: situazioni ad alto stress (che aumentano la dipendenza degli affiliati dal gruppo di appartenenza[8]) dovute a pressioni e minacce esterne, fallimenti recenti, difficoltà eccessive nei compiti decisionali, dilemmi morali.

Lo psicologo sociale Clark McCauley ha proposto la considerazione di tre condizioni ritenute in grado di causare il groupthink:
- Modello di leadership direttiva.
- Omogeneità dei background sociali e dell'habitus ideologico dei singoli membri
- Isolamento del gruppo da fonti esterne di informazione e di analisi.

## Sintomi del groupthink

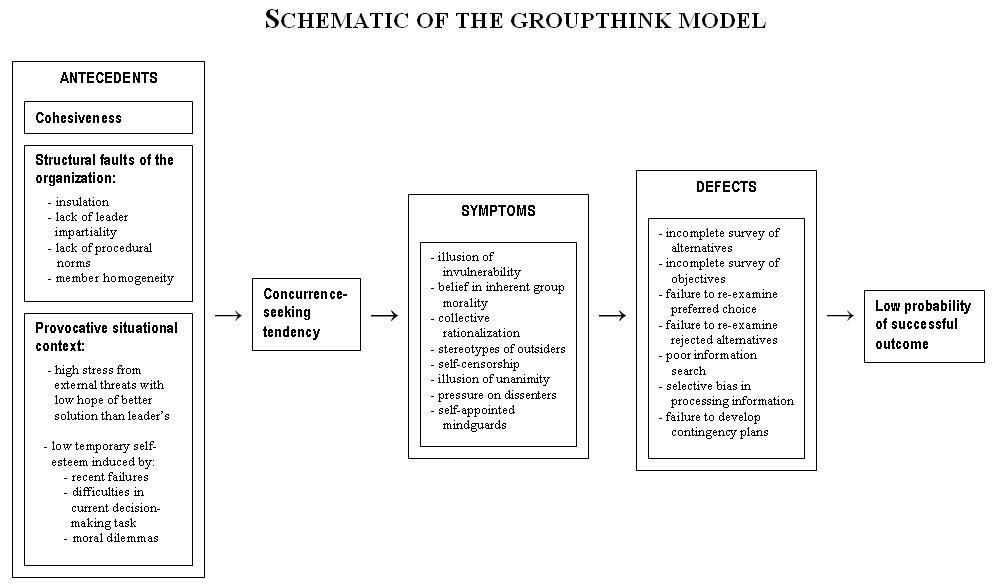
Schematizzazione del groupthink (basato su Janis & Mann 1977)

Al fine di rendere il groupthink oggetto di test, Irving Janis, nel 1977, enucleò otto situazioni sintomatiche da lui considerate indicative del suo manifestarsi.
- Tipo I: sovrastima del gruppo, del suo potere, della sua moralità.

1. Illusioni di invulnerabilità in grado di creare eccessivo ottimismo e di incoraggiare l'azzardo morale nell'assunzione di rischi.
2. Credenze non messe in discussione circa moralità del gruppo, in grado di portare i membri a ignorare le conseguenze delle loro azioni.

- Tipo II: chiusura mentale.

1. Ammonimenti razionalizzanti che possano mettere in discussione gli assunti del gruppo.
2. Applicazione dello stereotipo di debole, malvagio, portatore di pregiudizi, spocchioso, inconcludente, o stupido, per chi si oppone al gruppo.

- Tipo III: pressione verso l'uniformità.

1. Autocensura di idee che deviano dall'apparente consensualità del gruppo.
2. Illusioni di unanimità tra i membri del gruppo, in cui il silenzio è erroneamente percepito come assenso.
3. Pressione diretta a conformarsi, esercitata su qualsiasi membro che metta in discussione il gruppo, espressa in termini di "slealtà".
4. Mindguards (guardie/guardiani della mente) — figure auto-nominate che si incaricano di filtrare e schermare il flusso di informazione per proteggere il gruppo da opinioni dissenzienti, utilizzando varie tecniche, in maniera conscia o inconscia.

Quale effetto dei sintomi sopraelencati, il Groupthink si risolve in una patologia del processo di assunzione di decisioni. Le decisioni basate dal consenso sono il risultato delle seguenti pratiche del groupthink:
1. Esame incompleto delle alternative.
2. Ricerca incompleta degli obiettivi.
3. Mancato esame dei rischi connessi alla scelta preferita.
4. Incapacità di rivalutare alternative precedentemente accantonate.
5. Scarsa ricerca di informazioni.
6. Distorsione selettiva nella raccolta di informazioni.
7. Incapacità di elaborare piani in situazioni impreviste.

### Esempi tratti dalla storia militare e dalla politica internazionale statunitense
Irving Janis ha dedicato un saggio allo studio di casi in cui il groupthink ha condizionato scelte disastrose in materia militare e nella politica estera degli Stati Uniti.
Tra gli esempi da lui analizzati, vi sono l'incapacità di prevedere l'attacco giapponese a Pearl Harbor nel 1941, il fiasco maldestro scaturito dal tentativo di rovesciare a Cuba il regime di Fidel Castro con lo sbarco nella Baia dei Porci (1961), la prosecuzione della guerra del Vietnam da parte del presidente statunitense Lyndon Johnson (1964-1967).

## Groupthink e deindividuazione
I culti, in sociologia, sono studiati anche con riguardo al groupthink e ai suoi effetti sulla deindividuazione. Una definizione da manuale indica la deindividuazione come il fenomeno di affievolimento o di perdita di autocoscienza e apprendimento valutativo; si verifica in situazioni di gruppo che incoraggiano l'anonimato e allontanano l'attenzione dall'individuo (Myers, 305)

## Prevenzione del groupthink
Secondo Irving Janis, i gruppi coinvolti in processi decisionali non sono tutti necessariamente destinati a essere affetti dal groupthink. Janis ritenne di aver individuato sei modi per prevenirlo:
1. I leader dovrebbero assegnare a ciascun membro il ruolo di “valutatore critico”. Questo permette a ognuno di esprimere liberamente obiezioni e dubbi.
2. I più alti in grado non dovrebbero esprimere un'opinione quando assegnano un compito a un gruppo.
3. L'organizzazione dovrebbe creare molti gruppi indipendenti, a lavorare sullo stesso problema.
4. Devono essere prese in considerazione tutte le effettive alternative
5. Ogni membro dovrebbe discutere delle idee del gruppo con persone di fiducia al di fuori del gruppo.
6. Il gruppo dovrebbe invitare esperti esterni a prendere parte agli incontri. Ai membri del gruppo dovrebbe essere consentito di discutere e porre domande agli esperti esterni.
7. Almeno a un membro del gruppo dovrebbe essere assegnato il ruolo di avvocato del diavolo. Questa scelta dovrebbe cadere su una persona diversa in ciascun incontro.

Seguendo queste raccomandazioni, il groupthink, secondo il modello proposto da Janis, può comunque essere evitato.

### Esempio di prevenzione del groupthink: la gestione della crisi dei missili di Cuba

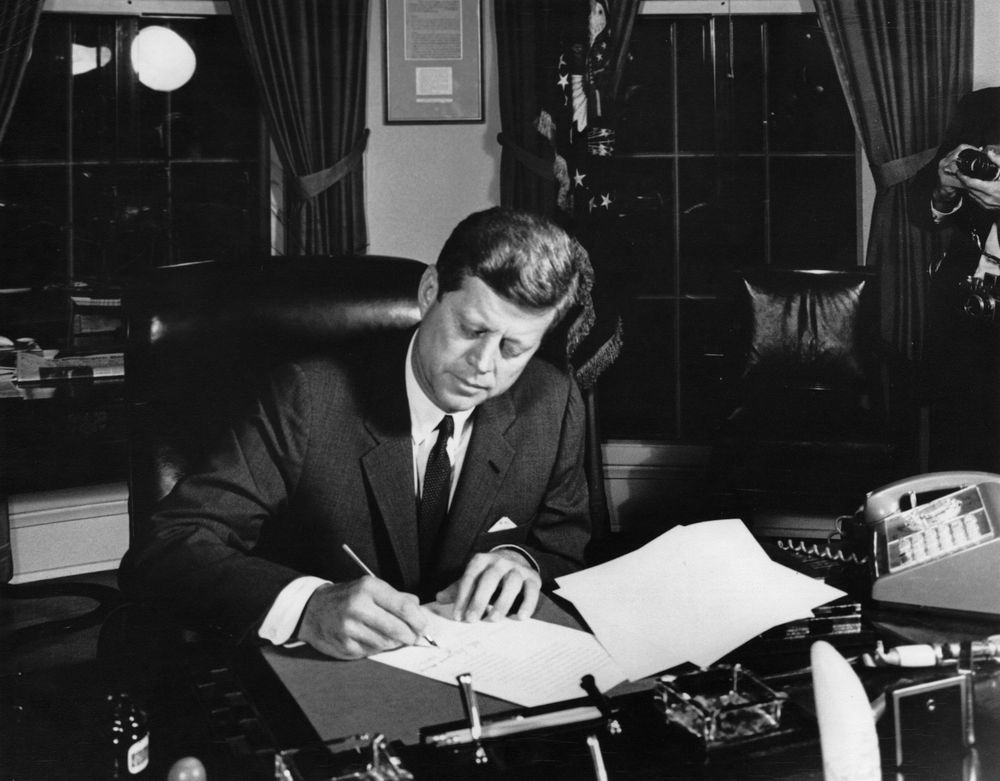
Il presidente John Kennedy decreta il blocco navale su Cuba

Un esempio di gestione mirata del processo decisionale di gruppo al fine di evitare scelte irrazionali ed esiziali si ebbe quando, dopo il fiasco dello sbarco nella Baia dei Porci, John Kennedy si trovò a gestire la delicatissima crisi dei missili di Cuba.
Kennedy organizzò i lavori del gruppo di politici, consiglieri, ed esperti, in modo da evitare l'emergere della patologia del groupthink nelle decisioni sulle scelte strategiche da adottare per fronteggiare la crisi. Per questo, durante i meeting, il presidente invitò esperti esterni a esprimere i loro punti di vista, e permise a membri del gruppo di porre domande con cura. Inoltre, incoraggiò i membri del gruppo a discutere di possibili soluzioni con membri di fiducia in separata sede, nei loro rispettivi dipartimenti, e giunse perfino a dividere il gruppo in vari sottogruppi, al fine di dissolverne parzialmente la coesione. Kennedy, inoltre, si assentava deliberatamente dai meeting allo scopo di evitare, nella discussione e nella formazione dei giudizi individuali, ogni pressione o condizionamento proveniente dalla sua opinione o dalla sua stessa presenza.
La crisi dei missili cubani, infine, fu risolta in modo pacifico, un risultato che si deve, in parte, anche a queste misure preventive.